# Johnny Araújo
Johnny Araújo, também conhecido como João Araújo, é um diretor e cineasta brasileiro, notório por seu trabalho na direção de videoclipes, sendo os mais famosos os do Charlie Brown Jr., e do Marcelo D2, entre outros.
Johnny já foi indicado 23 vezes ao Video Music Brasil, da MTV, e foi premiado como Melhor Diretor no VMB 2003 e 2004, com o videoclipe de “Qual É?” e Loandeando, do Marcelo D2.

## Videografia

### Videoclipes
Charlie Brown Jr.
- 1997 - Quinta-Feira
- 1999 - Zóio de Lula
- 1999 - Confisco
- 2000 - Não Deixe o Mar Te Engolir
- 2002 - Só Por Uma Noite

Marcelo D2
- 2002 - Qual É?
- 2003 - Lodeando
- 2008 - Desabafo/Deixa Eu Dizer

### Filmes
- 2016 - Chocante
- 2016 - Anjos da Lapa[5]
- 2007 - O Magnata[6]
- 2015 - Depois de Tudo (como João Araújo)[7]
- 2015 - No Retrovisor[8]

### Trabalhos na TV

#### Seriados
- 2008 - Alice ( HBO )
- 2010 - 2ª Temporada de Moda Capricho (Boomerang)
- 2012 - Fora de Controle ( Record )
- 2012 - FDP ( HBO )
- 2013 - Copa Hotel ( GNT )
- 2014 - As Canalhas ( GNT )
- 2015 - E Aí Comeu?  ( Multishow )

#### Especiais de Fim de Ano
- 2014 - Onde Está Você - telefilme, inicialmente chamado de Marluce & Marcelly, que fez parte do especial de fim de ano de 2014 da Rede Record,